# 굴뚝새

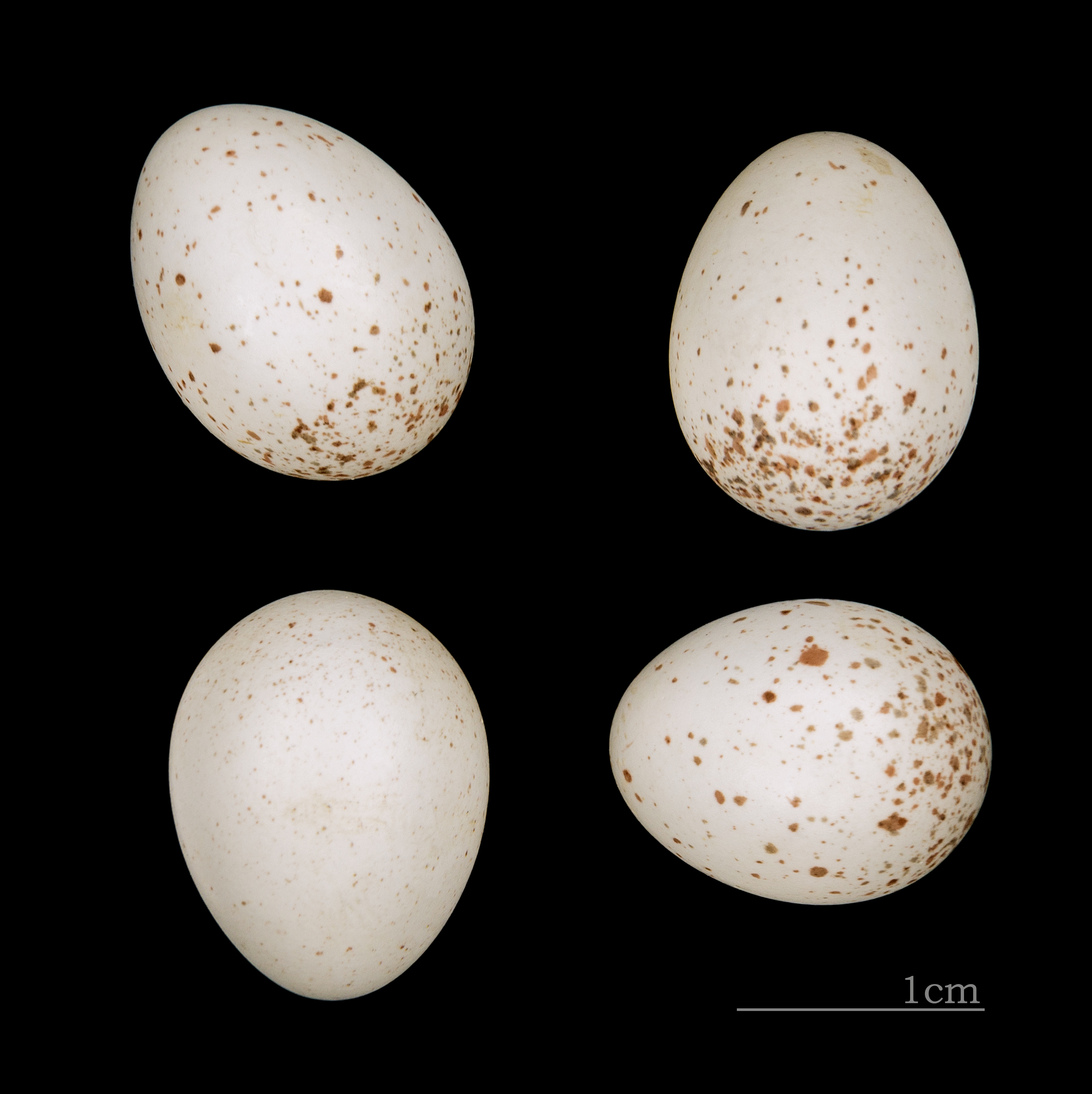
굴뚝새의 알

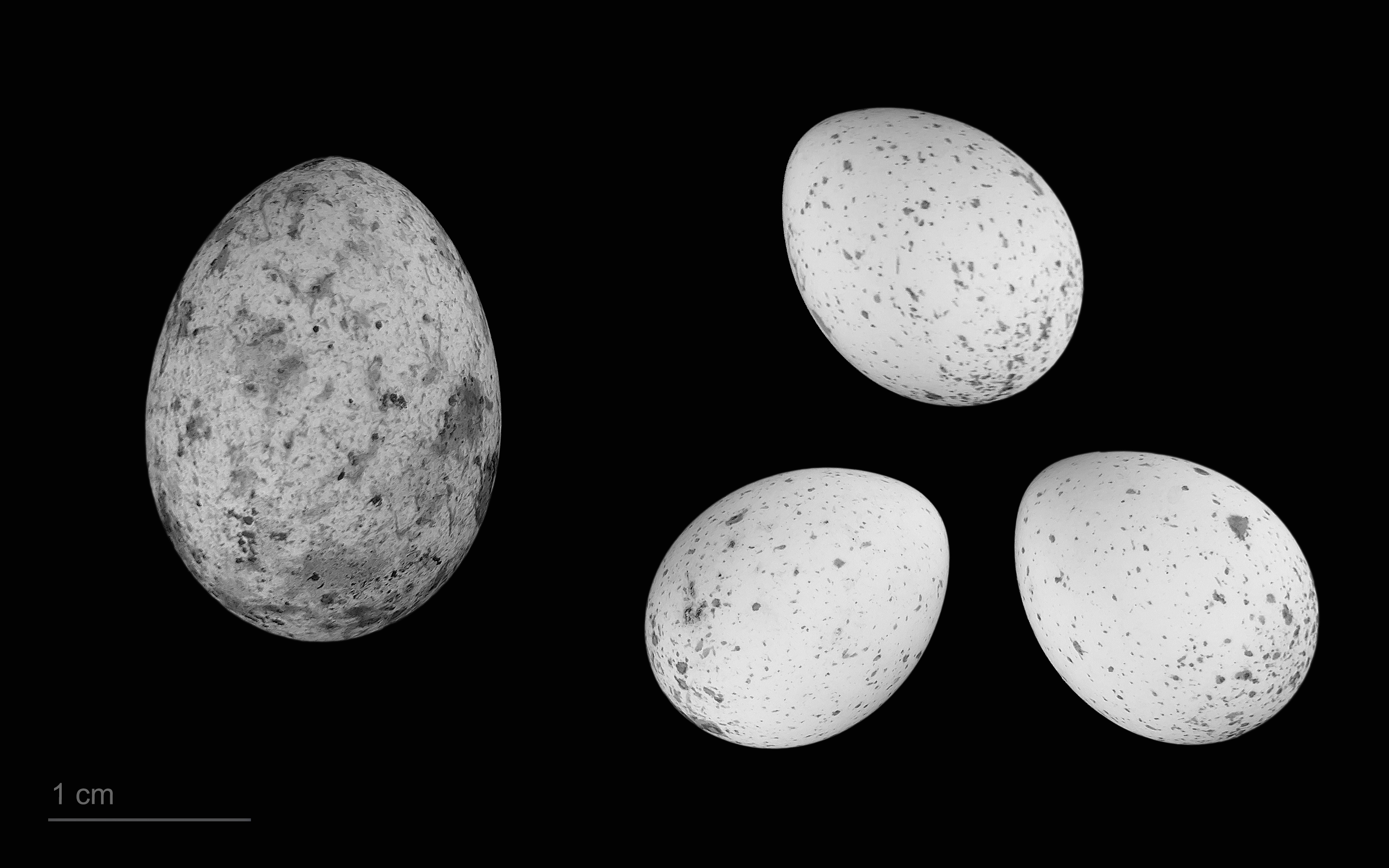
Cuculus canorus canorus + Troglodytes troglodytes

굴뚝새(Troglodytes troglodytes, Eurasian wren, 울음소리 (도움말·정보))는 매우 작은 새로, 유라시아와 아프리카(마그레브)에서 볼 수 있는 굴뚝새류 굴뚝새과의 유일한 새이다.
몸길이가 약 10cm로 작은 편이다. 몸빛은 등쪽이 다갈색이고 몸 아래쪽은 붉은 회갈색, 가슴에는 검은색 가로무늬가 있다. 여름에는 산지, 겨울에는 인가 주변에서 서식한다. 덤불 사이나 숲의 바닥으로 다니기 때문에 눈에 잘 띄지 않는다. 거미, 파리 등의 곤충류를 잡아먹고 5-8월에 4-6개의 알을 낳는다. 알은 흰색에 엷은 적갈색 반점이 있다. 작은 소리로 운다. 한국, 일본, 중국 등지에 서식한다.

## 같이 보기
- 굴뚝새류
- 한국의 야생 새 목록